# Ballana vespertina
Ballana vespertina är en insektsart som beskrevs av Ball 1910. Ballana vespertina ingår i släktet Ballana och familjen dvärgstritar. Inga underarter finns listade i Catalogue of Life.